# Connman
Connman (англ. connection manager "менеджер подключения", игра слов с conman - англ. "мошенник") — менеджер подключений к сети Интернет для устройств под управлением операционной системы Linux.
Connman спроектирован легковесным, не требующим большого количества системных ресурсов сервисом (демоном). Это позволяет легко интегрировать его в большинство систем на базе Linux.
Имеет модульную архитектуру, которую можно расширять через плагины, что позволяет использовать все виды проводных и беспроводных подключений. Так же с помощью подключаемых модулей реализуются методы настройки сетей (такие, как DHCP), разрешения доменных имен. Менеджер легко настраивается может быть адаптирован для использования в самых разнообразных конфигурациях.
Первоначально созданный как часть Moblin Intel, теперь он используется в OpenELEC и, следовательно, в Sailfish OS, разрабатываемой компанией Jolla, которые основаны на нем.

## Возможности
- Поддержка устройств и соединений
  - Bluetooth
  - WiFi
  - P2P
  - Wired (Ethernet)

- Выбор сервера DNS
- VPN соединение